# Belle Knox
Miriam Weeks, connue principalement par son nom de scène Belle Knox, est une actrice, militante et avocate américaine d'origine indo-canadienne, née le 9 juin 1995,
Elle s'est fait connaître pour avoir travaillé comme actrice de films pornographiques alors qu'elle étudiait à l'université Duke,,. Militante féministe et libertarienne, elle est désormais avocate spécialisée dans les droits des femmes.

## Débuts dans la pornographie
Belle Knox a commencé à faire de la pornographie en 2013 pour aider à payer ses frais de scolarité s'élevant à près de 60 000 dollars par an. Après la sortie, elle a défendu publiquement sa décision d'exercer cette activité pornographique et son choix de ne pas s'en cacher,. Elle considère que son expérience est un révélateur de l'inflation insupportable des coûts de l'enseignement supérieur aux États-Unis,. Belle Knox interrompit momentanément ses études au début de 2014, acte sanctionné par une exclusion temporaire du collège de Duke University mais y est retournée depuis pour poursuivre ses études par la suite. Miriam (Belle) Knox a largement exprimé en public et par media interposé son point de vue sur le féminisme et les droits des travailleuses du sexe. Elle a remporté un Exxxotica Fanny Award en 2014 et un XBIZ Award en 2015,,.

## Vie personnelle
Miriam Weeks est pour moitié d'origine canadienne et pour autre moitié d'origine indienne pendjabi. Elle a été élevée dans la religion catholique romaine à Spokane, dans l'État de Washington. Pour l'école secondaire, elle a été élève de l'école préparatoire de l'université Gonzaga et fut nommée dans Salt & Light, une revue chrétienne catholique américaine, ainsi que dans le bulletin d'information pour Catholic Charities pour son service bénévole. Elle a un frère.
À partir de 2014, Knox spécialise ses études de droit avec une majeure en sociologie des femmes. Elle devient une fervente militante pour les droits des femmes et une avocate des droits civiques,. Belle Knox est républicaine et se considère comme féministe pro-sexe et adepte du libertarianisme. D'autre part, elle s'identifie comme bisexuelle.

## Filmographie sélective
- 2014 : Teens Love Huge Cocks 1
- 2014 : Lisa Ann Loves Girls 2
- 2015 : Lesbian Desires 3
- 2015 : Mother Daughter Spa Day
- 2015 : Lisa Ann's School of MILF 2
- 2016 : Horny Housewives 4
- 2016 : Naughty Bookworms 42
- 2017 : My Sexy Little Sister 3

## Distinctions
| Année | Evenement             | Résultat   | Catégorie                                            | Œuvre                                                    |
| ----- | --------------------- | ---------- | ---------------------------------------------------- | -------------------------------------------------------- |
| 2014  | Exxxotica Fanny Award | Lauréat    | New Girl on the Block (Female Newcomer of the Year)  | NC                                                       |
| 2015  | AVN Award             | Nomination | Best New Starlet                                     | NC                                                       |
| 2015  | AVN Award             | Nomination | Mainstream Star of the Year                          | NC                                                       |
| 2015  | XBIZ Award            | Nomination | Best New Starlet                                     | NC                                                       |
| 2015  | XBIZ Award            | Nomination | Crossover Star of the Year                           | NC                                                       |
| 2015  | XBIZ Award            | Nomination | Best Scene - All-Girl (avec Lisa Ann & Nina Hartley) | Lisa Ann's School of MILF 2: The Education of Belle Knox |
| 2015  | XBIZ Award            | Lauréat    | Marketing Campaign of the Year                       | NC                                                       |
| 2015  | XRCO Award            | Nomination | Mainstream Adult Media Favorite                      | NC                                                       |

## Culture populaire
- Son histoire est notamment racontée dans le téléfilm De l'eXcellence à l'indécence (titre original: From Straight A's to XXX), diffusé en 2017[23],[24].